# Ommatius unguiculatus
Ommatius unguiculatus är en tvåvingeart som beskrevs av Scarbrough 2002. Ommatius unguiculatus ingår i släktet Ommatius och familjen rovflugor.
Artens utbredningsområde är Venezuela. Inga underarter finns listade i Catalogue of Life.